# Mount Marilyn

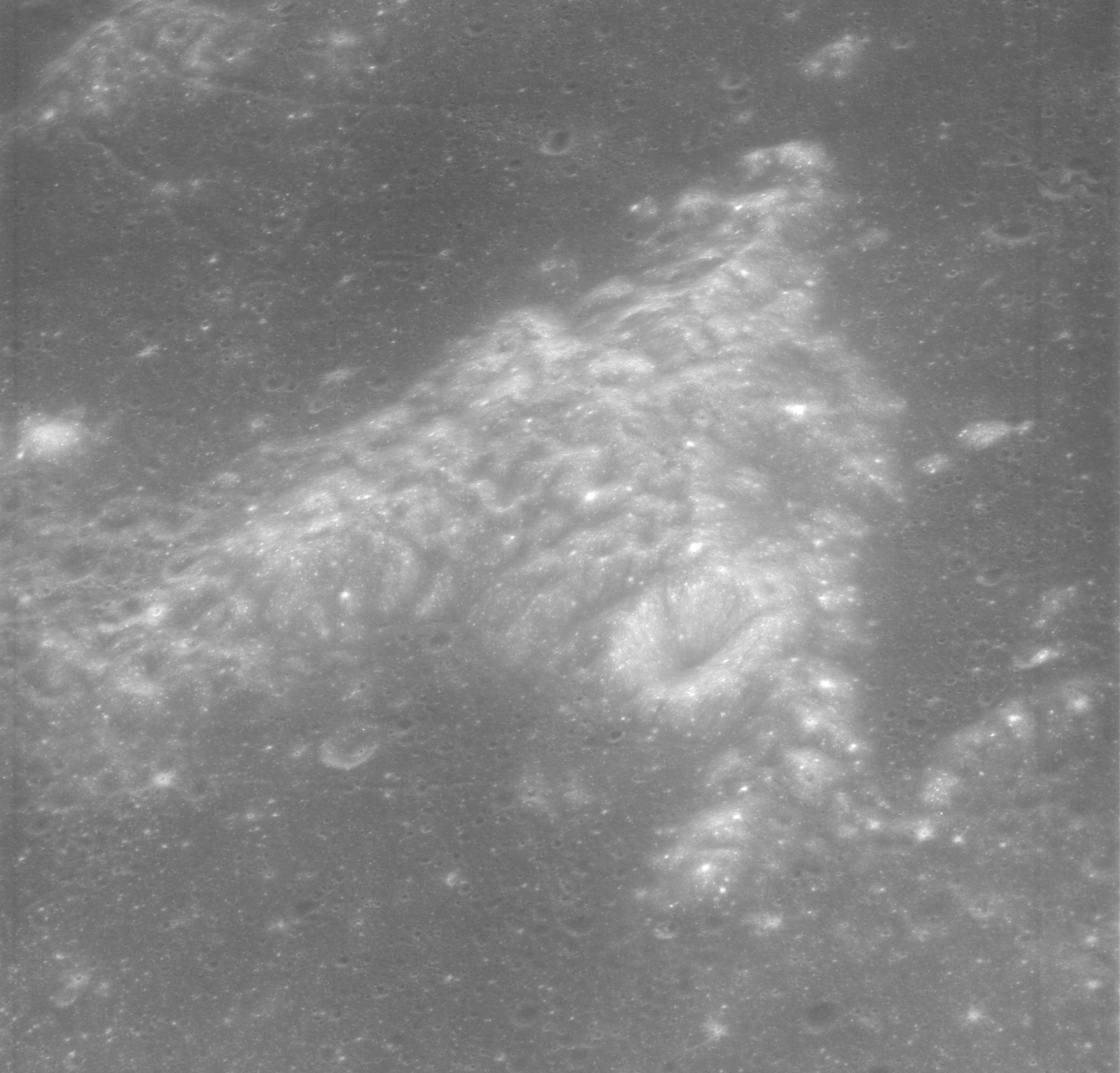
Vista oblicua desde el Apolo 15, mirando al sur.

El Mount Marilyn es una montaña lunar perteneciente a los Montes Secchi, que separan el Mare Fœcunditatis (al este) del Mare Tranquillitatis (al oeste).

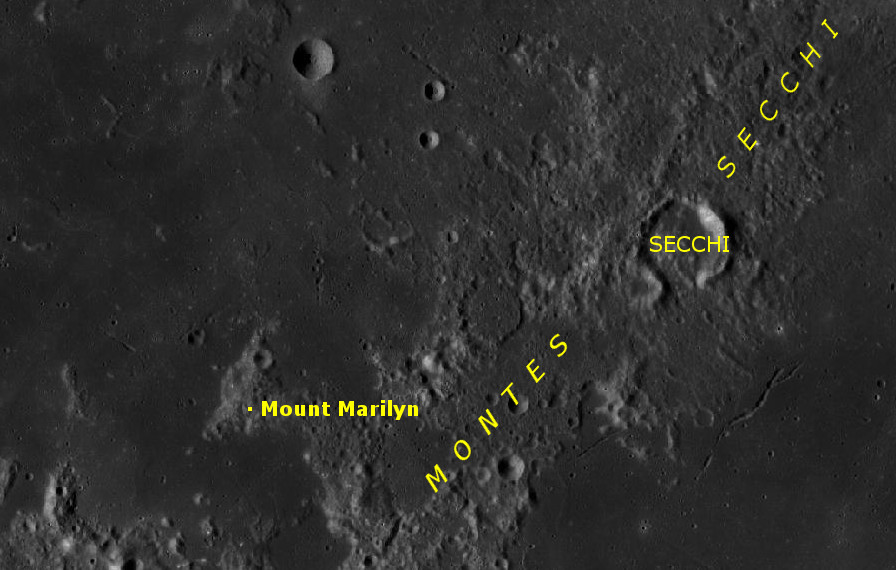
Entorno del Mount Marilyn (imagen LRO)

Situado en el extremo suroccidental de la cordillera, posee un contorno de apariencia triangular fácilmente identificable. Con un diámetro envolvente de unos 30 km, sus coordenadas selenográficas son 1.13° Norte y 40° Este.

## Denominación
El nombre tiene su origen en la misión lunar del Apolo 8 en 1968, cuando el astronauta James A. Lovell le dio esta denominación en referencia a su esposa Marilyn. El nombre era informal hasta el 26 de julio de 2017, cuando fue reconocido oficialmente por la UAI.